# Ємна
Ємна (пол. Jemna, нім. Raschdorf) — село в Польщі, у гміні Стошовиці Зомбковицького повіту Нижньосілезького воєводства.
Населення — 227 осіб (2011).
У 1975-1998 роках село належало до Валбжиського воєводства.

## Демографія
Демографічна структура станом на 31 березня 2011 року:
|          | Загалом | Допрацездатний вік | Працездатний вік | Постпрацездатний вік |
| -------- | ------- | ------------------ | ---------------- | -------------------- |
| Чоловіки | 103     | 18                 | 79               | 6                    |
| Жінки    | 124     | 25                 | 74               | 25                   |
| Разом    | 227     | 43                 | 153              | 31                   |